# SV Borussia Wuppertal
Der SV Borussia Wuppertal (offiziell: Sport-Verein Borussia 07/12 Wuppertal e. V.) war ein Sportverein aus Wuppertal. Die erste Fußballmannschaft spielte drei Jahre in der damals viertklassigen Oberliga Nordrhein.

## Geschichte
Der Verein entstand im Jahre 1976 durch die Fusion des 1907 gegründeten Vereins Germania Wuppertal mit dem VfL Wuppertal 12. Letzterer wurde als DJK Liga Elberfeld gegründet und änderte 1934 seinen Namen in DSC Elberfeld. Zwei Jahre später fusionierte der DSC mit dem 1861 gegründeten MTV Elberfeld zum VfL Wuppertal. 1945 schlossen sich die Mitglieder des 1912 gegründeten und 1933 als Arbeitersportverein verbotenen SC Elberfeld dem VfL an, der sich daraufhin in VfL 1912 Wuppertal umbenannte.
Im Jahre 1954 gelang der Germania der Aufstieg in die damals drittklassige Landesliga Niederrhein. Zwei Jahre später verpasste die Mannschaft die Qualifikation für die neu geschaffene Verbandsliga Niederrhein und verschwand in untere Spielklassen. Der VfL wiederum stieg 1965 in die Landesliga Niederrhein auf und schaffte zwei Jahre später den Sprung in die Verbandsliga. Nach einem fünften Platz in der Saison 1968/69 folgte 1970 der Abstieg in die Landesliga.
Nach der Fusion gelang der Borussia in 1978 unter Trainer Karl Henrich der Aufstieg in die Landesliga, ehe 1995 der Aufstieg in die Verbandsliga Niederrhein gelang. In der Aufstiegssaison verpasste die Mannschaft nur aufgrund der schlechteren Tordifferenz gegenüber den Amateuren des KFC Uerdingen 05 die Vizemeisterschaft. Während der Saison 2000/01 blieb die Borussia ungeschlagen und schaffte mit 18 Punkten Vorsprung auf Verfolger Hamborn 07 den Aufstieg in die Oberliga Nordrhein. Hier traf die Mannschaft auf das lokale Aushängeschild Wuppertaler SV. Die Borussia wurde in der Saison 2001/02 Dritter hinter dem WSV und blieb weiterhin eine Spitzenmannschaft der Liga.
Neben den Fußballern bestand zeitweise  auch eine Tischtennis-Abteilung. Diese verließ 1990 den Verein und gründete gemeinsam mit der Tischtennissparte des TSV Union Wuppertal den TTC Wuppertal.
Am 1. Juli 2004 fusionierte die Borussia mit dem Wuppertaler SV zum Wuppertaler SV Borussia. Der Fußballhistoriker Hardy Grüne bezeichnete diesen Akt als Feindliche Übernahme, da der Wuppertaler SV weder das Logo noch die Vereinsfarben änderte und nur zwei Spieler der Borussia übernahm. Beim WSV blieb der Name Borussia stets umstritten und wurde am 24. Mai 2013 aus dem Vereinsnamen gestrichen. Als Reaktion hierauf wurde im Juli 2013 ein neuer Verein namens SV Borussia Wuppertal gegründet. Zu einem Einstieg in den DFB-Spielbetrieb in der Kreisliga C kam es jedoch entgegen den Planungen bei der Vereinsgründung nicht.

## Persönlichkeiten
| - Krzysztof Benedyk - Wolfgang Benkert - Dirk Heinzmann | - Joachim Hopp - Michael Klauß - Heinrich Körner | - Christian Maly - Günter Pröpper - Uwe Stöver |